# Camelot

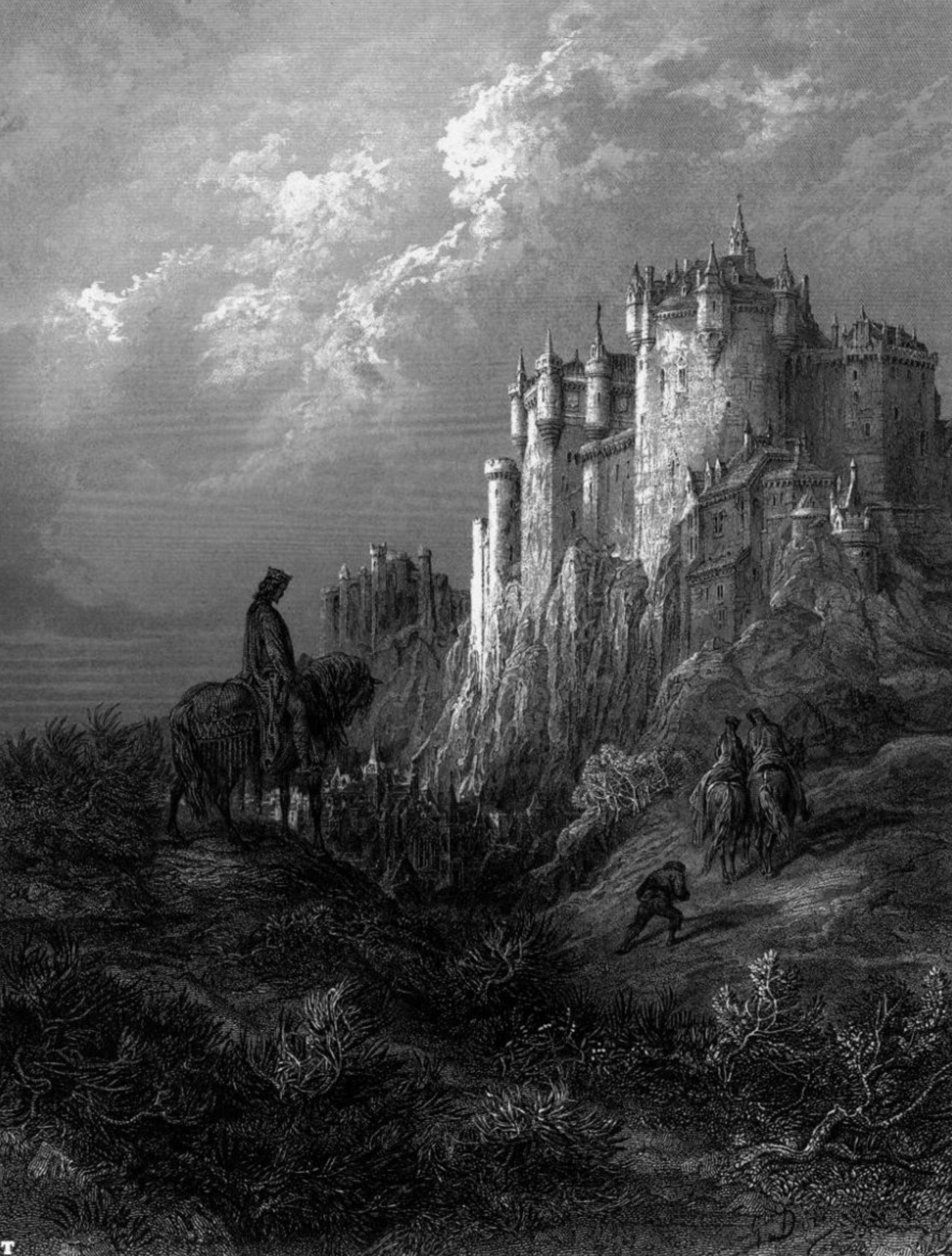

Camelot – w legendach arturiańskich był to zamek-miasto zamieszkiwany przez króla Artura i jego żonę Ginewrę oraz doradcę króla - Merlina. W zamku znajdowała się komnata z Okrągłym Stołem, wokół którego zbierali się Rycerze Okrągłego Stołu. Jego nazwa pochodziła od boga Camulosa, utożsamianego przez Rzymian z Marsem.